# Виктор Дамасский
Виктор Дамасский (лат. Victor, греч. Βίκτωρ; II век) — раннехристианский святой, почитается как мученик, память совершается в православной церкви (по юлианскому календарю) 11 ноября, в католической церкви 14 мая.

## Жизнеописание
Виктор был христианином и служил в римской армии в городе Дамаске (Сирия). В гонение на христиан его пытались принудить принести жертву языческим богам, но он отказался и был подвергнут пыткам. Среди них житие упоминает:
- сломанные и выдернутые из суставов пальцы рук;
- нахождение три дня в огненной печи подобно вавилонским отрокам;
- отравленное мясо, не причинившее ему вреда;
- вытягивание жил;
- котёл с кипящим маслом;
- выкалывание глаз;
- сдирание кожи.

Видя мучения святого Виктора, некая христианка Стефанида открыто исповедала свою веру и была казнена. Святой Виктор был обезглавлен и, по преданию, из его тела вытекла кровь, смешанная с молоком.

### Противоречия житийных источников
Житие мученика Виктора известно на греческом, латинском и коптском языках. Между ними имеются следующие противоречия:
- в латинском житие Виктор был уроженцем Киликии (Малая Азия), в греческих его родиной называется Италия;
- латинская и греческая версия жития относит мученичество Виктора к правлению императора Антонина Пия (138—161 годы), а коптская редакция жития к периоду великого гонения при императоре Диоклетиане. По мнению исследователей мученичество Виктора должно быть отнесено к правлению императора Марка Аврелия (161—180 годы).
- место смерти святого в пространных греческих житиях — Дамаск, в кратких житиях из синаксаря — Италия (например, в Минологии Василия II, коптские жития местом смерти называют Антиохию или Антиною Египетскую, а в латинских житиях — Александрия (в поздних из-за смешения Виктора Дамасского с Виктором Марсельским начинает указываться Сицилия или Марсель).

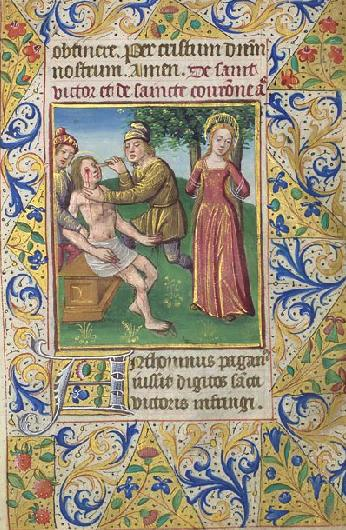
Мученичество святого Виктора. Рядом изображена святая Стефанида (миниатюра французского часослова, ок. 1480 года)

Для объяснения таких противоречий выдвигается две версии. Согласно первой существовало два мученика Виктора, один из которых пострадал в Египте, а другой в Сирии, и произошло слияние их культов, внёсшее противоречия в жития. По другой версии святой Виктор скончался в Египте, но особое его почитание в Антиохии породило легенду о сирийском происхождении святого.

## Почитание
В греческих месяцесловах день памяти мученика Виктора помещают на 11 ноября (в отдельных синаксарях указывается 10 или 12 ноября), в латинским календарях — 14 мая (в отдельных изданиях встречаются также даты 11 января, 20 февраля, 1, 23, 24 апреля, 8 мая).
Относительно местонахождения мощей мученика нет однозначных данных. Известно о церкви в Антиохии, построенной на месте его мученичества. В XII веке мощи святого находились в Константинополе. О римской части мощей известно, что она до 1697 года находилась в церкви Святого Панкратия, потом была перенесена в кармелитский монастырь, а затем в церковь Святых Марцеллина и Петра. С 1906 года мощи святого Виктора находятся в итальянском городе Фано.

### Иконография
В православной иконографии мученика Виктора изображают молодым темноволосым с короткой округлой бородой, одетым в хитон и плащ. В руки помещают крест. Ерминия Дионисия Фурноаграфиота (XVIII век) кратко сообщает о нём — «Юный без бороды».
В западном искусстве Виктор также изображается как юный воин, в руки ему помещают пальмовую ветвь, знамя, меч или оливковую ветвь.